# Michael Coulter
Michael Coulter (Glasgow, 29 agosto 1952) è un direttore della fotografia britannico.

## Filmografia

### Cinema
- Gregory's Girl, regia di Bill Forsyth (1981)
- The Good Father - Amore e rabbia (The Good Father), regia di Mike Newell (1985)
- Una donna tutta particolare (Housekeeping), regia di Bill Forsyth (1987)
- La sarta (The Dressmaker), regia di Jim O'Brien (1988)
- L'ora del tè (Diamond Skulls), regia di Nick Broomfield (1989)
- Ladro e gentiluomo (Breaking In), regia di Bill Forsyth (1989)
- Monteriano - Dove gli angeli non osano metter piede (Where Angels Fear to Tread), regia di Charles Sturridge (1991)
- Monster in a Box, regia di Nick Broomfield (1992)
- Il lungo giorno finisce (The Long Day Closes), regia di Terence Davies (1992)
- Le cinque vite di Hector (Being Human), regia di Bill Forsyth (1994)
- Quattro matrimoni e un funerale (Four Weddings and a Funeral), regia di Mike Newell (1994)
- Serenata alla luna (The Neon Bible), regia di Terence Davies (1995)
- Ragione e sentimento (Sense and Sensibility), regia di Ang Lee (1995)
- Favole (FairyTale: A True Story), regia di Charles Sturridge (1997)
- My Giant, regia di Michael Lehmann (1998)
- Notting Hill, regia di Roger Michell (1999)
- Mansfield Park, regia di Patricia Rozema (1999)
- Killing Me Softly - Uccidimi dolcemente (Killing Me Softly), regia di Chen Kaige (2002)
- Love Actually - L'amore davvero (Love Actually), regia di Richard Curtis (2003)
- La rapina perfetta (The Bank Job), regia di Roger Donaldson (2008)
- Attenti a quelle due (The Hustle), regia di Chris Addison (2019)
- Un castello per Natale (A Castle for Christmas), regia di Mary Lambert (2021)

### Televisione
- Un assassino con me (The Widowmaker), regia di John Madden - film TV (1990)